# Юкатан
 Тази статия е за полуострова.  За едноименния щат вижте Юкатан (щат).  
Юкатан (на испански: Península Yucatán) е полуостров в Централна Америка, заемащ югоизточната част на Мексико, щатите Кампече, Юкатан и Кинтана Ро, цялата територия на Белиз и северните райони на Гватемала. Дължината му от север на юг е около 600 km, ширината до 400 km, а площта около 180 000 km². На запад е ограничен от залива Кампече, на север – от Мексиканския залив, на изток – от водите на Карибско море, а на югоизток – от Хондураския залив. На североизток Юкатанския проток го отделя от остров Куба. Границата с континента се прекарва от лагуната Терминос, на северозапад до залива Аматике (вътрешната част на Хондураския залив) на югоизток

## Географска характеристика
По-голямата част от полуострова е заета от низинна равнини, изградена от варовици, в които силно са развити карстовите процеси. В югоизточната му част се издига ниската планина Мая, с най-висока точка връх Виктория (1122 m). Северните и западните му брегове са ниски, лагунни, на места заблатени, като най-големите лагуни са Терминос (на югозапад) и Ялаау (на североизток). Източните му брегове са по-високи и стръмни с доста големи заливи – Асунсион, Еспирито Санто, Четумал и др., обградени от коралови рифове. Климатът е тропичен, пасатен, горещ. Годишната сума на валежите варира от 500 mm на север до 2000 mm и повече на юг. В северните и централните части на полуострова, поради силно развития карст повърхностен отток почти напълно липсва. В южната му част протичат реките Белиз, Рио Ондо, Канделария и др. За водоснабдяване и напояване се използват подземни води и в частност карстови кладенци. На север растителността е представена от ксерофитни храсти и редки гори, а централните и южни части са заети от гъсти вечнозелени тропически гори. Основният поминък на местното население е добив на ценна дървесина, събиране на чикле (смола за дъвки), отглеждане на цитруси, памук, царевица, агаве-хенекен. Населението е сравнително малобройно и е разположено предимно по крайбрежието и в северните части на полуострова. Най-големите селища са градовете Кампече, Мерида, Четумал (в Мексико), Белиз Сити (столицата на държавата Белиз)

## Геоложка справка, карстови форми на полуострова
Полуостров Юкатан е съставен от голяма и заплетена система подземни пещери и кладенци. Тези пещери са формирали вид комбинация от разнообразни геологични феномени като заледяване, разтваряне и въздействието на голям метеорит, паднал там преди много години. Милиони години полуостровът е бил потопен под праисторически океан. Бил е съставен главно от коралови рифове. Те се развили в плитчините и в топлите води, след което се разложили за да образуват повече от 1300 м варовиков слой през кредата. По време на терциерния период още 1000 м се събрали от въглеродни натрупвания и създали огромна варовикова платформа, която съставлява днешния п-в Юкатан. Поради въглеродния диоксид в атмосферата, валежите в района са леко киселинни. Киселинната вода може да разтвори скалите и да се прецеди през порестия варовик докато стигне до водата под повърхността. Комбинацията от вода и киселинни валежи дълбае дългите пещери, характеризиращи полуострова.
По време на ледниковите и пост-ледникови периоди водата често флуктуирала. Когато по време на ледников период водата спадала, водела до оттичане на кухините, които по-рано били запълнени с вода. Това причинило рухването на таваните, тъй като вече нямало вода, която да ги поддържа. Така се появили карстови прозорци, които постепенно разяли варовиковите стени на пещерата и довели до разширяване и удължаване на пещерните тунели. Когато морското ниво отново се повишило и тунелите вече били пълни не с прясна вода, а и с примеси на солена океанска вода.
Друго, характеризиращо полуострова, е cenote – кладенец. Думата произлиза от майанската дума „dzonot“, която означава свещен кладенец. По-точно думата се отнася за голяма естествена скрита дупка, чието варовиково покритие се е дълбало години наред, за да разкрие течащия под него поток. Докато някои от тези структури са били просто вертикални шахти изпълнени с вода, други били съставени от подводни проходи. Не само че са били използвани с цел препитание, пещерите и кладенците на Юкатан са били с огромно религиозно значение за Маите. Считали ги за проходи към подземния свят, наречен Хибалба. Там майенските богове и предци можели да общуват с живите.
Много свещени ритуали и церемонии били провеждани в тези подземни зали, защото се смятало че са по-близо до божественото и свръхестествените сили. Много от цивилизациите на маите били построени около кладенци и просъществували стотици години, което значи че много повече тела са били жертвани и погребенията в кладенците са били основна практика.
Смята се, че има важна връзка между кратера, оставен от голям метеорит и образуваните на п-в Юкатан кладенци и пещери. Когато метеорита се блъснал със земната повърхност, създал пръстеновиден разлом на мястото на сблъсъка. Този граничен разлом препречил пътя на повърхностната вода, отклонявайки я покрай и над разломната линия и по този начин спомогнал за разтварянето на горния слой, като формирал пещерите и кладенците на полуострова. Кратера се нарича Чихулуб (Chicxulub) и е приблизително 200 км. в диаметър. Някои от най-дългите пещерни системи се намират на Юкатан.
Подводните пещери в Юкатан са дом на много пленителни форми на живот, уникални за пещерната среда и включват поне 10 вида скариди, 8 вида копеподи, 6 вида изоподи и 5 вида амфиподи. Някои от тях са Typhiliasina pearsi, Creaseiella anops, Bahalana mayana и Styginomysis cokei.
Някои от по-известните пещерни системи на п-в Юкатан са Sac Actun, Nohoch Nah Chich, Dos Ojos и Ox Bal Ha. Sac Actun е подводна пещерна система, разположена по Карибското крайбрежие на п-в Юкатан с проходи на север и на запад от селището Тулум. Целостта на проучената пещера се простира в новоформираната Municipalidad de Tulum и в щата Куантана Руо. Най-известният вход към пещерата е Гранд Сейнот (Grand Cenote). Той е разположен близо до Коба Роуд, западно то Тулум. През 2007 г. Nohoch Nah Chich била причислена към Sac Actun, правейки я по този начин най-дългата пещерна система в света, поне за няколко месеца. Понастоящем Sac Actun е 156 км и е на второ място след дългата 172 км Ox Bel Ha.
Като във всяка друга пещера и тук се наблюдават обичайните сталактити, сталагмити, варовикови колони и други

## Историческа справка
Източните, северните и западните брегове на полуострова вероятно за първи път са открити и посетени през 1508 г. от испанския мореплавател Висенте Пинсон, участник в първата експедиция на Христофор Колумб, който обаче не оставя никакви сведения за своето плаване. През март 1517 г. испанският конкистадор Франсиско Кордова открива северните и западните му брегове. Една година по-късно, през ноември 1518 г. друг испански конкистадор Хуан Диас де Грихалва открива североизточното крайбрежие на Юкатан. През 1527 г.Франсиско де Монтехо завладява северните части на полуострова, а на следващата година открива целия му източен бряг. По-късно, през 1540 г., той завладява и покорява целия полуостров.